# Sankt Georgen im Lavanttal
Sankt Georgen im Lavanttal, St. Georgen im Lavanttal – gmina w Austrii, w kraju związkowym Karyntia, w powiecie Wolfsberg. Według Austriackiego Urzędu Statystycznego liczyła 2011 mieszkańców (1 stycznia 2015).